# Клаус Гассельманн
Клаус Гассельманн (25 жовтня 1931 , Гамбург ) — провідний німецький океанограф і автор моделей клімату. Ймовірно, він найвідоміший завдяки розробці моделі Гассельмана мінливості клімату, де система з довгою пам'яттю (океан) інтегрує стохастичне форсування, перетворюючи тим самим сигнал білого шуму в червоний шум, таким чином пояснення (без особливих припущень) всюдисущих червоношумових сигналів, що спостерігаються в кліматі.

## Професійні дослідження та дослідження клімату
1955, Гамбургський університет, фізико-математичний, диплом. Теза: Ізотропна турбулентність.
1957, Університет Геттінгена та Інститут динаміки рідини Макса Планка, доктор фізичних наук.
1964—1975, Гамбургський університет, здобув посаду професора з теоретичної геофізики та керуючий директор Інституту геофізики Гамбургського університету.
З лютого 1975 по листопад 1999 р. Хассельманн був директором-засновником Інституту метеорології імені Макса Планка, Гамбург. У період з січня 1988 р. по листопад 1999 р. був науковим керівником Німецького кліматичного обчислювального центру (DKRZ, нім. Deutsches Klimarechenzentrum), Гамбург. В даний час він є заступником голови Європейського кліматичного форуму. Європейський кліматичний форум був заснований у вересні 2001 р. проф. Карло Йегерем та проф. Клаусом Гассельманном.
Гассельманн опублікував статті про динаміку клімату, стохастичні процеси, океанічні хвилі, дистанційне зондування та дослідження комплексної оцінки.
Його репутація в океанографії була заснована насамперед на наборах статей про нелінійні взаємодії в океанічних хвилях. У них він адаптував формалізм діаграми Фейнмана до класичних полів випадкових хвиль. Пізніше він виявив, що фізики плазми застосовують подібні методи до плазмових хвиль, і що він заново відкрив деякі результати Рудольфа Пайєрлса, що пояснюють дифузію тепла в твердих тілах нелінійними фононними взаємодіями. Це змусило його переглянути огляд фізики плазми, відродивши раніше цікавий інтерес до квантової теорії поля.
«Це справді відкрило очі, усвідомивши, наскільки ми спеціалізуємось у своїх галузях, і що нам потрібно знати набагато більше про те, що відбувається в інших сферах. Завдяки цьому досвіду я зацікавився фізикою частинок і квантовою теорією поля. Таким чином, я увійшов в квантову теорію поля через задні двері, через роботу з реальними хвильовими полями, а не з частинками.»

## Визнання
- 1963: премія Карла Крістіансена
- 1964: медаль Джеймса Б. Макелвейна[en]
- 1970: премія з фізики Геттінгенської академії наук
- 1971: золота медаль Свердрупа[en] Американського метеорологічного товариства
- 1981: премія Белфотоп-Євросенс, Товариство дистанційного зондування
- 1990: премія Меморіальної лекції Робертсона, Національна академія наук США
- 1990: спонсорська премія Кербера спільно з його робочою групою
- 1993: премія «Білий ведмідь» Нансена, Берген, Норвегія
- 1994: премія з океанографії, спонсорована Товариством підводних технологій, Портленд, Велика Британія
- 1996: міжнародна премія за заслуги в океанології
- 1996: премія Italgas за дослідження та інновації
- 1997: меморіальна медаль Саймонса Королівського метеорологічного товариства
- 1998: премія з екології Федерального екологічного фонду[en]
- 2009: премія Фонду BBVA за межі знань у галузі кліматичних змін
- 1997: меморіальна медаль Саймонса Королівського метеорологічного товариства;
- 1999: премія Карла Кюпфмюллера Технічного університету Дармштадта
- 2000: Почесний доктор Університету Східної Англії
- 2002: медаль Вільгельма Б'єркнеса Європейського геофізичного товариства.[11]
- 2005: Почесна медаль Іспанського університету Алькала
- 2007: Премія за досягнення, Міжнародний самміт зі статистичної кліматології, Пекін
- 2021: Нобелівська премія з фізики спільно з Сюкуро Манабе і Джорджо Паризі «за новаторський внесок в наше розуміння складних фізичних систем».[12]

## Членство у наукових товариствах
- іноземний член Шведської королівської академії наук.[13][14]
- почесний член Європейського союзу геонаук[en][14]
- член Європейської академії наук та образотворчих мистецтв[14]
- почесний член Королівського метеорологічного товариства[en][14]
- член Американського геофізичного союзу[14]
- член Німецького метеорологічного товариства[de][14]
- член товариства прикладної математики і механіки
- член Європейської Академії (1988)[15]

## Доповіді про моделювання та політику зміни клімату
- М. Вельп, К. Гассельманн, К. Йегер, Зміна клімату та шляхи до сталості: роль наукових діалогів із зацікавленими сторонами [недоступне посилання з 01.12.2017], The Environment
- Міжнародна спеціальна група з виявлення та атрибуції, виявлення та приписування зовнішніх впливів на кліматичну систему: огляд останніх досягнень, Journal of Climate, 18, 1291—1314, 2005
- М. Вебер, В. Барт, К. Хассельманн, багатоакторна модель динамічної оцінки (MADIAM) індукованих технологічних змін та стійкого економічного зростання [Архівовано 24 Травня 2007 у Wayback Machine.], Екологічна економіка, 54, 306—327, 2005
- К. Гассельманн, М. Латіф, Г. Хусс, К. Азар, О. Еденгофер, К. К. Йегер, О. М. Йоганнессен, К. Кемферт, М. Вельп, А. Вокаун, Виклик довгострокових змін клімату [Архівовано 10 Лютого 2009 у Wayback Machine.], Наука, 302, 1923—1925, 2003
- Тамара С. Ледлі, Ерік Т. Сандквіст, Стівен Е. Шварц, Дороті К. Холл, Джек Д. Фелоузс, і Тимоті Л. Кіллін Зміна клімату та парникові гази [Архівовано 9 травня 2008 у Wayback Machine.], EOS Vol. 80, No 39, 28 вересня 1999 р., С. 453. (У цьому оглядовому документі цитується декілька статей, підготовлених Гассельманом.)
- К. Гассельманн, Зміна клімату: лінійні та нелінійні підписи, Nature, 398, 755—756, 1999
- К. Гассельманн, Дослідження кліматичних змін після Кіото, Nature, 390, 225—226, 1997
- К. Гассельманн, Чи спостерігаємо ми глобальне потепління? [Архівовано 23 Червня 2008 у Wayback Machine.], Наука, 276, 914—915, 1997

Повний список літератури наведено в «Interview mit Klaus Hasselmann», 59, 2006. або на вебсайті Гассельмана в Інституті метеорології ім. Макса Планка